# Banja (Istok)
Pour les articles homonymes, voir Banja.
Banjë en albanais et Banja en serbe latin (en serbe cyrillique : Бања) est une localité du Kosovo située dans la commune/municipalité d'Istog/Istok et dans le district de Pejë/Peć. Selon le recensement kosovar de 2011, elle compte 1 360 habitants.
La localité est également connue sous le nom serbe de Pećka Banja et sous les noms albanais de Baja, Bajë et Baja e Pejës.

## Histoire
La station thermale de Banjë/Banja est proposée pour une inscription sur la liste des monuments culturels du Kosovo.

## Démographie

### Évolution historique de la population dans la localité
| 1948 | 1953 | 1961 | 1971 | 1981  | 1991  | 2011  |
| ---- | ---- | ---- | ---- | ----- | ----- | ----- |
| 158  | 139  | 243  | 374  | 1 168 | 2 126 | 1 360 |

|  |

### Répartition de la population par nationalités (2011)
En 2011, les Albanais représentaient 86,91 % de la population et les Bosniaques 8,45 %.